# سیارک ۱۳۶۴۰
سیارک ۱۳۶۴۰ (به انگلیسی: 13640 Ohtateruaki، نامگذاری:1996GV1)۱۳۶۴۰مین سیارک کشف شده‌است که در ۱۲ آوریل ۱۹۹۶ کشف شد.